# Eugralla
Eugralla is een geslacht van zangvogels uit de familie tapaculo's (Rhinocryptidae).

## Soorten
Het geslacht kent de volgende soort:
- Eugralla paradoxa – Okerflanktapaculo